# Wasserkraftwerk Dagangshan
Die Dagangshan-Talsperre (chin. 大崗山大壩 / 大岗山大坝 Pinyin Dàgǎngshān Dàbà) ist eine in Bau befindliche Bogenstaumauer am Dadu He nahe dem Ort Dagangshan in der Provinz Sichuan der Volksrepublik China. An der Talsperre wird auch das Dagangshan-Wasserkraftwerk (chin. 大崗山水電站 / 大岗山水电站 Pinyin Dàgǎngshān Shuǐdiànzhàn) gebaut, das über vier Generatoren mit je 650 MW Leistung, insgesamt 2600 MW, verfügt. Der Bau der Talsperre begann 2008 und des Kraftwerks 2010. Der erste Generator soll 2015[veraltet] ans Netz gehen und 2016[veraltet] soll das ganze Projekt fertiggestellt sein.
Jährlich sollen 11,43 Milliarden Kilowattstunden Strom erzeugt werden.
Die Turbinen vom Francis-Typ werden von Voith geliefert.